# Nils Yngvar Ustvedt
Nils Yngvar Ustvedt, född 29 april 1868 i Aker, död 16 oktober 1938, var en norsk läkare och högerpolitiker. 
Ustvedt avlade 1892 medicinsk ämbetsexamen och blev 1900 medicine doktor. År 1894 började han praktisera i Kristiania, blev 1898 sundhetsinspektör, antogs 1909 till lärare i skolhygien vid pedagogiska seminariet och blev 1916 överläkare vid epidemisjukhuset och klinisk lärare i epidemiska sjukhuset vid Kristiania universitet. 
Ustvedt, som 1901–02 företog en resa till Indien för att studera pest och kolera, utgav bland annat Die Diphterieprophylaxe und die Bedeutung der gesunden Bazillenträger für die Verbreitung der Krankheit (i "Zeitschrift für Hygiene und Infektionskrankheiten", band 54, 1906). Han tog verksam del i det kommunala och politiska livet, var 1908–11 ordförande i Kristiania konservativa förening, blev 1908 medlem av den konservativa centralstyrelsen och var 1913–15 en av Kristianias representanter i Stortinget.